# AG2R La Mondiale/2016
Deze pagina geeft een overzicht van de AG2R La Mondiale-wielerploeg in 2016.

## Algemeen
Algemeen manager:  Vincent Lavenu
Ploegleiders:  Mickael Bouget,  Stéphane Goubert,  Nicolas Guille,  Didier Jannel,  Julien Jurdie,  Artūras Kasputis,  Gilles Mas &  Jean-Baptiste Quiclet
Fietsenmerk: Focus
Kopmannen:  Domenico Pozzovivo,  Romain Bardet &  Jean-Christophe Péraud

## Transfers
| Inkomend        | Team 2015                           | Uitgaand          | Team 2016                         |
| --------------- | ----------------------------------- | ----------------- | --------------------------------- |
| Jesse Sergent   | Trek Factory Racing                 | Carlos Betancur   | Team Movistar                     |
| Cyril Gautier   | Team Europcar                       | Lloyd Mondory     | Gestopt                           |
| François Bidard | Chambéry Cyclisme Formation & Stage | Rinaldo Nocentini | Sporting Clube de Portugal/Tavira |

## Renners
| Naam                          | Geboortedatum | Nationaliteit | Ploeg 2015                          |
| ----------------------------- | ------------- | ------------- | ----------------------------------- |
| Gediminas Bagdonas            | 26-12-1985    | Litouwen      |                                     |
| Jan Bakelants                 | 14-02-1986    | België        |                                     |
| Romain Bardet                 | 09-11-1990    | Frankrijk     |                                     |
| Julien Bérard                 | 27-07-1987    | Frankrijk     |                                     |
| François Bidard               | 19-03-1992    | Frankrijk     | Chambéry Cyclisme Formation & Stage |
| Guillaume Bonnafond           | 23-06-1987    | Frankrijk     |                                     |
| Mikaël Cherel                 | 17-03-1986    | Frankrijk     |                                     |
| Maxime Daniel                 | 05-06-1991    | Frankrijk     |                                     |
| Nico Denz                     | 15-02-1994    | Duitsland     |                                     |
| Axel Domont                   | 07-08-1990    | Frankrijk     |                                     |
| Samuel Dumoulin               | 20-08-1980    | Frankrijk     |                                     |
| Hubert Dupont                 | 13-11-1980    | Frankrijk     |                                     |
| Ben Gastauer                  | 14-11-1987    | Luxemburg     |                                     |
| Damien Gaudin                 | 20-08-1986    | Frankrijk     |                                     |
| Cyril Gautier                 | 26-09-1987    | Frankrijk     | Team Europcar                       |
| Alexis Gougeard               | 05-03-1993    | Frankrijk     |                                     |
| Patrick Gretsch               | 07-04-1987    | Duitsland     |                                     |
| Hugo Houle                    | 27-09-1990    | Canada        |                                     |
| Quentin Jauregui              | 22-04-1994    | Frankrijk     |                                     |
| Blel Kadri                    | 03-09-1986    | Frankrijk     |                                     |
| Pierre-Roger Latour           | 12-10-1993    | Frankrijk     |                                     |
| Sébastien Minard              | 12-06-1982    | Frankrijk     |                                     |
| Matteo Montaguti              | 06-01-1984    | Italië        |                                     |
| Jean-Christophe Péraud        | 22-05-1977    | Frankrijk     |                                     |
| Domenico Pozzovivo            | 30-11-1982    | Italië        |                                     |
| Christophe Riblon             | 17-01-1981    | Frankrijk     |                                     |
| Jesse Sergent (tot 22/07)     | 08-07-1988    | Nieuw-Zeeland | Trek Factory Racing                 |
| Sébastien Turgot              | 11-04-1984    | Frankrijk     |                                     |
| Johan Vansummeren (tot 29/06) | 04-02-1981    | België        |                                     |
| Alexis Vuillermoz             | 01-06-1988    | Frankrijk     |                                     |
| Stagiairs                     |               |               |                                     |
| Benoit Cosnefroy              | 17-10-1995    | Frankrijk     | Chambéry Cyclisme Formation         |
| Étienne Fabre                 | 05-08-1996    | Frankrijk     | Chambéry Cyclisme Formation         |
| Rémy Rochas                   | 18-05-1996    | Frankrijk     | Chambéry Cyclisme Formation         |

## Overwinningen
La Méditerranéenne
4e etappe: Jan Bakelants
Puntenklassement: Jan Bakelants
Bergklassement:  Cyril Gautier
Ronde van de Haut-Var
Bergklassement: Ben Gastauer
Parijs-Camembert
Winnaar: Cyril Gautier
La Roue Tourangelle
Winnaar: Samuel Dumoulin
Grote Prijs van Plumelec
Winnaar: Samuel Dumoulin
Boucles de l'Aulne
Winnaar: Samuel Dumoulin
Route du Sud
Bergklassement: Quentin Jauregui
Ronde van Frankrijk
19e etappe: Romain Bardet
Ronde van Spanje
20e etappe: Pierre Latour
Ronde van de Doubs
Winnaar: Samuel Dumoulin
Coupe de France
Eindklassement: Samuel Dumoulin
2000 · 2001 · 2002 · 2003 · 2004 · 2005 · 2006 · 2007 · 2008 · 2009 · 2010 · 2011 · 2012 · 2013 · 2014 · 2015 · 2016 · 2017 · 2018 · 2019 · 2020 · 2021 · 2022 · 2023 · 2024 · 2025
AG2R-La Mondiale · Astana Pro Team · BMC Racing Team · Cannondale Pro Cycling Team · Dimension Data · Etixx-Quick Step · FDJ · Team Giant-Alpecin · IAM Cycling · Team Katjoesja · Lampre-Merida · Team LottoNL-Jumbo · Lotto Soudal · Movistar Team · Orica GreenEDGE · Team Sky · Tinkoff · Trek-Segafredo